# Сорочинські Товтри
Соро́чинські То́втри — ландшафтний заказник місцевого значення в Україні. Розташований у межах Кам'янець-Подільського району Хмельницької області, на захід від села Чорна. 
Площа 6,8 га. Статус надано 16.10.1981 року. Перебуває у віданні Чемеровецької селищної громади. 
Статус надано з метою збереження природного комплексу на мальовничих пагорбах Товтр. Серед різнотрав'я зростають рідкісні угрупування: ковила волосиста, цибуля подільська, авринія скельна та інші. Є декілька вапнякових скель. 
Входить до складу національного природного парку «Подільські Товтри».